# Barrhead
Barrhead (gael. Cnoc a' Bharra) – miasto w środkowej Szkocji, w hrabstwie East Renfrewshire, położone nad rzeką Levern Water, na południowo-zachodnim obrzeżu aglomeracji Glasgow. W 2011 roku liczyło 17 443 mieszkańców.
Miasto założone zostało około 1773 roku. Pod koniec XIX wieku odnotowane zostało jako ośrodek przemysłu tekstylnego, hutniczego i maszynowego.